# Arikares
Els arikares (també sahnish, com ells s'anomenaven sahnish, arikaree, ree) són una tribu ameríndia que parla una de les llengües caddo, el nom de la qual prové del pawnee pariki "banya", però que s'anomenaven tanish "els homes". Algunes vegades eren anomenats arikaree, o ree, el mot arikara es creu que volia dir "banyes", en referència a l'antic costum de guarnir-se amb dos ossos en posició vertical als cabells. El nom també podria significar "poble cérvol" o "menjadors de blat de moro".
Vivien al curs superior del Missouri, entre el riu Cheyenne (Dakota del Sud) i Fort Berthold (Dakota del Nord). Actualment comparteixen la reserva índia de Fort Berthold amb hidatses i mandans, amb els quals formen la tribu reconeguda federalment de les Tres Tribus Afiliades.

## Llengua
L'arikara és membre de la família de les llengües caddo. L'arikara és proper al pawnee però no són mútuament intel·ligibles. L'arikara actualment és parlat només per uns pocs ancians. Una de les últimes parlants fluents, Maude Starr, va morir el 20 de gener de 2010. Era professora certificada de llengua i participava en programes d'educació en arikara.

## Demografia

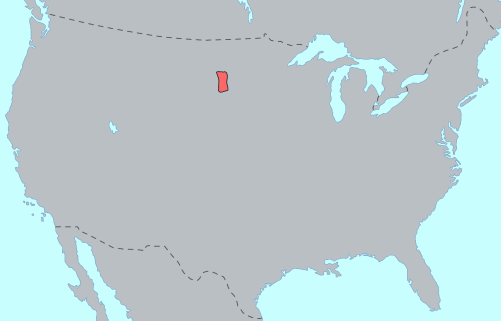
Territori dels arikara

Pel 1700 hi havia uns 4.000, potser ajuntats amb omaha i mandan, ja que Lewis i Clark els xifraren en 2.600 el 1804, però foren reduïts a 700 el 1860 i a 682 el 1950. Augmentaren a un miler el 1980, dels quals 200 parlaven la llengua caddo, i potser eren uns 2.000 el 1990. Segons el cens dels Estats Units del 2000 hi havia 1.316 individus arikara, endemés d'un nombre indeterminat dins els 3.807 membres de les Tres Tribus Afiliades.

## Costums
Se'ls considerava experts conreadors de blat de moro, amb el qual comerciaven per obtenir carn i mantes. També conreaven pèsols, carabasses, tabac i gira-sol, feina encarregada a les dones, mentre els homes caçaven uapitís, cèrvids i búfals. Assimilaren alguns elements de les civilitzacions de les planures, però eren sedentaris i eren coneguts com a "menjadors de blat de moro".
Vivien a ciutats semipermanents de cases cobertes de terra i duien barrets de pell de llúdria. Les activitats de la vila eren controlades amb referència a una maça sagrada que era en mans d'un sacerdot. Aquest ofici i el càrrec de cabdill tendia a mantenir-se en possessió d'unes poques i primordials famílies.
Els càrrecs més baixos estaven associats amb l'organització militar, dansa i societats curatives, com la Germandat del Bisó. Juntament amb altres tribus de la planura, practicaven l'autotortura com a prova de virilitat en cerimònies tribals de la dansa solar.

## Història

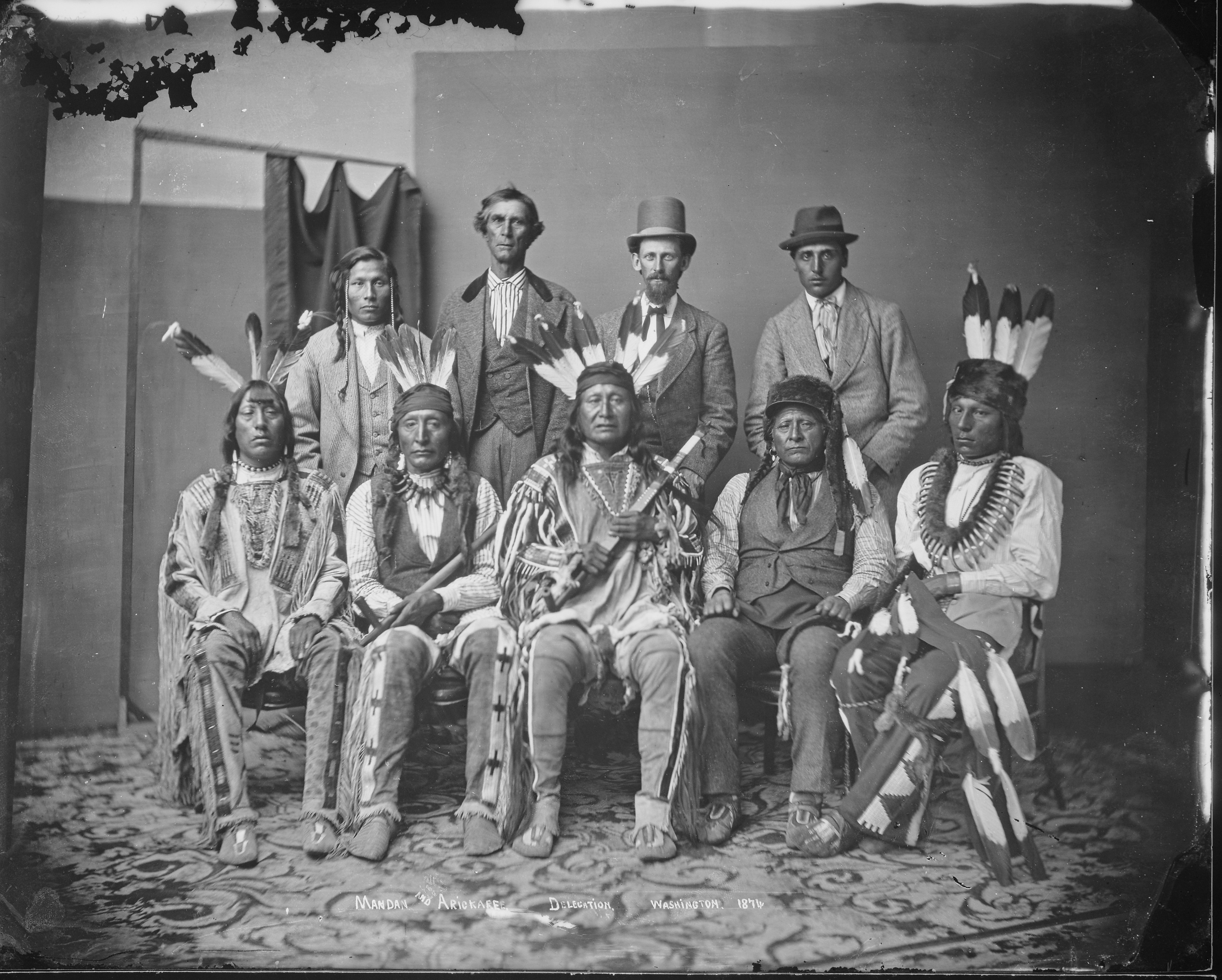
Delegació mandan i arikara, 1874

El seu passat, com el de les altres tribus caddo, és relacionat amb la cultura dels Mount Builders del baix Mississipi. Se separaren dels skidi pawnee en el segle xviii, i emigraren cap al Nord, al Missouri superior, juntament amb mandans i hidatsa. Cap al 1804 foren visitats pels exploradors nord-americans Lewis i Clark, després que per la Compra de Louisiana del 1803 el seu territori passés a sobirania dels EUA.
Van ser un obstacle per a la colonització blanca. Una lluita contra els comerciants que acabà amb la mort de 13 comerciants usa a mans de pawnee i arikara el 1823 va donar com a resultat la primera campanya nord-americana contra els indis. Endemés de la guerra, una epidèmia de verola el 1831 els va reduir notablement.
Per aquest motiu, el 1851 van marxar cap a Heart River, i el 1860 marxaren amb hidatses i mandans a Fort Berthold, on es federaren el 1870 i on el 1885 foren disseminats en granges individuals. El 1950 la construcció de Garrison Dam i el fet de trobar petroli a Willinston Basin els va forçar a cercar una nova llar.